# Marc-Antoine Olivier
Marc-Antoine Olivier (Denain, 18 giugno 1996) è un nuotatore francese, specializzato nelle gare di fondo.

## Carriera
Ai mondiali di nuoto del 2015 partecipa ai 10 km di fondo, dove si classifica sesto con un tempo che gli consente di qualificarsi alle Olimpiadi di Rio de Janeiro 2016.
Ha rappresentato la Francia ai Giochi olimpici estivi di Rio de Janeiro 2016, dove ha conquistato la medaglia di bronzo nella 10 km, concludendo alle spalle dell'olandese Ferry Weertman e del greco Spyridōn Gianniōtīs.
Ha fatto la sua seconda apparizione alle Olimpiadi a Tokyo 2020, terminando 6º nella 10 km.

## Palmarès
- Giochi olimpici

Rio de Janeiro 2016: bronzo nella 10 km.
- Mondiali

Budapest 2017: oro nella 5 km e nella 5 km a squadre, bronzo nella 10 km.
Gwangju 2019: argento nella 10 km.
Doha 2024: argento nella 5 km e nella 10 km.
Singapore 2025: bronzo nella 5 km e nella knockout sprint.
- Europei

Glasgow 2018: bronzo nella 5 km a squadre.
Budapest 2020: argento nella 5 km e nella 10 km.
Roma 2022: argento nella 10 km e bronzo nella 5 km.
Belgrado 2024: argento nella 5 km e nella 10 km, bronzo nella 5 km a squadre.
Cittavecchia 2025: bronzo nella 10 km.
- Vincitore della Coppa del Mondo di nuoto di fondo nel 2024.

## Riconoscimenti
- LEN Award: 2017
- Atleta dell'anno FINA: 2017